# Манро, Элис
Э́лис Энн Манро́ (также Мунро, англ. Alice Ann Munro; 10 июля 1931, Уингем, Онтарио, Канада — 13 мая 2024, Порт-Хоуп, Онтарио) — канадская писательница, лауреат Нобелевской премии по литературе (2013) и Международной Букеровской премии (2009), трёхкратная обладательница канадской премии генерал-губернатора в области художественной литературы, трёхкратная обладательница премии О. Генри и лауреат премии Национального круга книжных критиков.

## Биография
Манро родилась в семье фермера Роберта Эрика Лейдлоу и школьной учительницы Энн Кларк Лейдлоу. Она начала писать в подростковом возрасте и опубликовала свой первый рассказ «Измерения Тени» в 1950 году во время учёбы в Университете Западной Онтарио. В этот период она работала официанткой. В 1951 году она оставила университет, в котором специализировалась в английском языке с 1949 года, вышла замуж за Джеймса Манро и переехала в Ванкувер. Её дочери — Шейла, Кэтрин и Дженни родились в 1953 году, 1955 году, и 1957 году соответственно; Кэтрин умерла через 15 часов после рождения. В 1963 году супруги переехали в Викторию, где они открыли книжный магазин, под названием «Книги Манро». В 1966 году родилась дочь Андреа. Элис Манро и Джеймс развелись в 1972 году. Она вернулась в Онтарио, чтобы стать писателем в Университете Западного Онтарио. В 1976 году она вышла замуж за Джеральда Фремлина, географа. Супруги переехали на ферму недалеко от Клинтона, Онтарио. Позже они переехали из фермы в город.
Первый сборник Элис Манро, «Танец счастливых теней» (1968), был высоко оценён, благодаря чему Манро получила премию генерал-губернатора, самую значимую литературную премию Канады.
Этот успех закрепил «Жизни девочек и женщин» (1971), сборник взаимосвязанных рассказов, опубликованных как роман. В этом единственном произведении Манро, называемом романом, разделы больше похожи на рассказы, чем на главы, эта книга — фиктивная автобиография Дель Джордан, девочки, растущей в небольшом городке в Онтарио и позже становящейся писательницей, но включает также повествования её матери, тётушек и знакомых. Позднее сама писательница признавала, что её решение написать произведение большого формата было ошибкой.
В 1978 году был опубликован сборник «Ты кем себя воображаешь?» («Who do you think you are?», на русском языке опубликован изд-вом «Азбука», 2014). Эта книга позволила Манро получить премию генерал-губернатора во второй раз. С 1979 по 1982 годы она была в творческих поездках по Австралии, Китаю и Скандинавии. В 1980 году Манро занимала должность писателя-резидента в Университете Британской Колумбии и Университете Квинсленда. В 1980-х и 1990-х годах Манро публиковала сборники рассказов примерно раз в четыре года. В 2002 году её дочь Шейла Манро опубликовала мемуары о своём детстве и жизни матери.
Рассказ Манро «Медведь перешёл через гору» был экранизирован режиссёром Сарой Полли под названием «Вдали от неё» (2006).
В 2009 году писательница стала лауреатом международного «Букера».
Рассказы Элис Манро часто появляются в таких изданиях как «Нью-Йоркер», «Атлэнтик», «Грэнд стрит», «Мадемуазел» и «Пэрис ревью». Её предпоследний сборник, «Слишком много счастья», был опубликован в августе 2009 года. Героиня повести, давшей название этому сборнику, — Софья Ковалевская. Летом 2013 года 82-летняя Манро объявила об уходе из литературы: сборник рассказов «Дороже самой жизни» («Dear Life», на русском языке опубликован изд-вом «Азбука», 2014), вышедший осенью 2012 года, должен стать её последней книгой.
В 2013 году Элис Манро присудили Нобелевскую премию по литературе с формулировкой «мастеру современного рассказа». Она стала первым канадским писателем, удостоившимся этой премии.
Профессор, постоянный секретарь Шведской академии Петер Энглунд после объявления имени лауреата отметил: «Она работает в традициях, восходящих к Чехову, но довела этот жанр новеллистики до совершенства». Литературовед и переводчик Александр Ливергант, главный редактор журнала «Иностранная литература», в котором публиковались переводы рассказов Манро, назвал сравнение с Чеховым «смешным», поскольку, по его мнению, «у Манро совсем другой, несравненно низкий уровень. Но она крепкая западная писательница, хороший психолог, отличный стилист».
11 ноября 2019 года Элис Манро была объявлена скончавшейся. Об этом сообщило издательство McClelland & Stewart со ссылкой на дочь Манро Шейлу. Позже выяснилось, что данный аккаунт не являлся официальным аккаунтом издательства, и что новость была распространена журналистом Томассо Дебенедетти, автором фейковой новости о смерти другого нобелевского лауреата по литературе, Светланы Алексиевич.

### Смерть
Умерла 13 мая 2024 года в своём доме в Порт-Хоуп, Онтарио, в возрасте 92 лет. Она страдала деменцией на протяжении как минимум 12 лет.

## Оценки творчества
Б. Хупер считает, что особенный талант Манро (недостаточно сильный, чтобы называться «гением») происходит из нетрадиционного обращения с прошлым. По мнению Х. Блума, талант Манро сопоставим с крупнейшими мастерами рассказа XX века (Блум перечисляет около 20 имен), но уступает 10 величайшим авторам этого жанра (Чехову, Борхесу, Джойсу и другим), так как ей недостает безумия великого искусства. Синтия Озик называла Мунро «наш Чехов».
Действие ранних рассказов Манро и большинства её произведений происходит в сельской местности и небольших городках юго-западной части Онтарио, но в части из них, собранных в сборнике 1974 года — на Западном побережье Канады.
Сама Манро выражала наибольшее восхищение региональными писателями американского Юга — Фланнери О’Коннор, Карсон Маккаллерс и особенно Юдорой Уэлти.
Основной деятельностью персонажей Манро называют «рассказывание историй», часто рассказы второстепенных персонажей пересказываются главными и включаются в основной нарратив; при этом большинство её повествователей признают несовершенство и неадекватность своего посредничества; сама Манро тем самым исследует способности и ограничения повествования.
Согласно К. Дж. Мейберри, на протяжении своей деятельности Манро настаивает на существовании доязыкового опыта, истины, независимой от языка и целиком личной.

## Книги
- Танец счастливых теней[англ.] — 1968 (лауреат премии 1968 года генерал-губернатора)
- Жизни девочек и женщин[англ.] — 1971
- Что-то я хотел сказать Вам[англ.] — 1974
- А кто ты собственно такая?[англ.] — 1978 (лауреат премии 1978 года генерал-губернатора)
- Спутники Юпитера[англ.] — 1982 (номинирован на премию генерал-губернатора)
- Путь любви[англ.] — 1986 (лауреат премии 1986 года генерал-губернатора за художественную литературу)
- Друг моей юности[англ.] — 1990 (лауреат книжной премии Trillium)
- Открытые секреты[англ.] — 1994 (номинирован на премию генерал-губернатора)
- Избранные рассказы[англ.] — 1996
- Любовь хорошей женщины[англ.] — 1998 (лауреат премии Гиллер 1998 года)
- Ненависть, дружба, ухаживание, влюбленность, брак[англ.] — 2001
- Любовь не теряется[англ.] — 2003
- Урожай Манро[англ.] — 2004
- Беглянка[англ.] — 2004 (победитель премии Гиллер 2004)
- Carried Away: A Selection of Stories — 2006
- Взгляд со скалы Замка[англ.] — 2006
- Слишком много счастья[англ.] — 2009
- Дорогая жизнь[англ.] — 2012

## Публикации на русском языке
- Манро Э. Лес : Пер. с англ. О. Кириченко // Лампа, зажжённая в полдень: Рассказы канадских писателей о молодёжи. — М.: Молодая гвардия, 1986. — С. 120—133.
- Манро Э. Настоящая жизнь : Пер. с англ. И. Стам // Иностранная литература. — 1996. — № 1. — С. 11-24.[34][35]
- Манро Э. Жребий : Пер. с англ. М. Карп // Иностранная литература. — 2006. — № 11. — С. 143—166.
- Манро Э. Лицо : Пер. с англ. О. Адаменко // Иностранная литература. — 2010. — № 12. — С. 60-78.
- Манро Э. Беглянка : Пер. с англ. Е. Петрова. — СПб.: Азбука. — 2014. — 352 С. — ISBN 978-5-389-07471-2.
- Манро Э. Слишком много счастья : Пер. с англ. А. Степанов. — СПб.: Азбука. — 2014. — 352 С. — ISBN 978-5-389-07504-7.
- Манро Э. Танец блаженных теней : Пер. с англ. Е. Калявина. — СПб.: Азбука. — 2014. — 256 С. — ISBN 978-5-389-09012-5.
- Манро Э. Любовь хорошей женщины : Пер. с англ. Е. Калявина. — СПб.: Азбука. — 2018. — 380 С. — ISBN 978-5-389-14420-0.